# Tegenaria sorani
Espèce
Tegenaria sorani est une espèce d'araignées aranéomorphes de la famille des Agelenidae.

## Distribution
Cette espèce est endémique de la province d'Erbil en Irak,. Elle se rencontre sur le mont Bradost dans le grotte Beston.

## Description
Le mâle holotype mesure 6,55 mm.

## Systématique et taxinomie
Cette espèce a été décrite par Zamani et Marusik en 2024.

## Étymologie
Son nom d'espèce lui a été donné en référence au dialecte sorani.

## Publication originale
- Zamani, Khudhur & Marusik, 2024 : « New data on spiders (Arachnida: Araneae) of Iraqi Kurdistan, with new species and records. » Zootaxa, no 5492(2), p. 260-278.